# Borsttyranner
Borsttyranner (Pogonotriccus) är släkte i familjen tyranner inom ordningen tättingar.

## Arter i släktet
Släktet omfattar här nio arter som förekommer i Sydamerika:
- Serradomarborsttyrann (P. difficilis)
- Sydlig borsttyrann (P. eximius)
- Marmormaskad borsttyrann (P. ophthalmicus)
- Antioquiaborsttyrann (P. lanyoni)
- Sãopauloborsttyrann (P. paulista)
- Brokig borsttyrann (P. poecilotis)
- Venezuelaborsttyrann (P. venezuelanus)
- Glasögonborsttyrann (P. orbitalis)
- Tepuíborsttyrann (P. chapmani)

## Familjetillhörighet
Släktet behandlas vanligen som en del av familjen tyranner. Vissa taxonomiska auktoriteter har dock valt att dela upp tyrannerna i flera familjer efter DNA-studier som att tyrannerna består av fem klader som skildes åt redan under oligocen. Pogonotriccus förs då till familjen Pipromorphidae.